# Badisch Sibirien
Badisch Sibirien werden umgangssprachlich verschiedene Landstriche auf dem Gebiet des ehemaligen Landes Baden (heute Teil von Baden-Württemberg) genannt.

## Nordostbaden

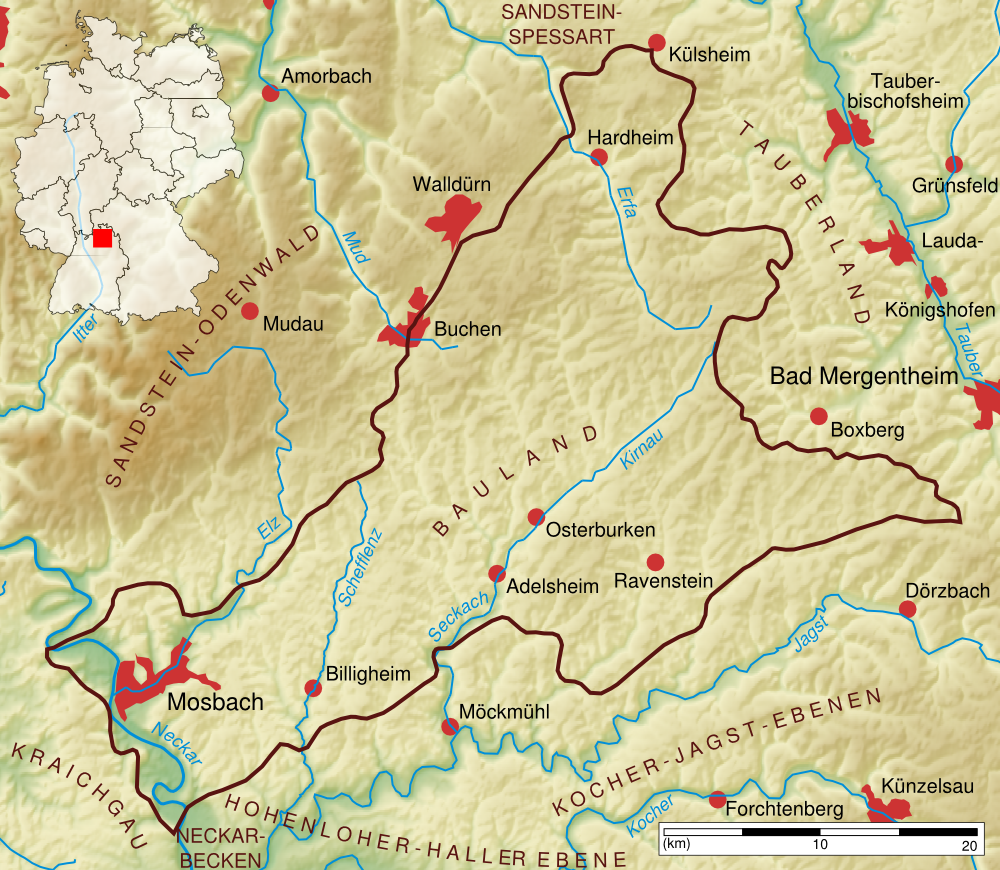
Karte, die in etwa „Badisch Sibirien“ im Nordosten des ehemaligen Baden zeigt

Häufig wird der Ausdruck Badisch Sibirien für eine Region verwendet, die im Nordosten von Baden-Württemberg und zu einem kleinen Teil in Unterfranken liegt. Sie umfasst, vom Neckar bei Mosbach Richtung Würzburg verlaufend, den hinteren Odenwald sowie das Bauland und reicht im Osten bis an die Tauber in ein Gebiet, das seit 1972 dem Regierungsbezirk Stuttgart angehört.
Ein Grund für die Anspielung auf Sibirien liegt im Klima, das in kälteren Zeiten im Vergleich zur Oberrheinischen Tiefebene durch harsche und schneereiche Winter geprägt war. Hinzu kommt die frühere, historisch wie geografisch bedingte wirtschaftliche Rückständigkeit und die ehemals niedrige Siedlungsdichte bzw. die unzureichende Verkehrserschließung. Nicht zuletzt empfanden badische Beamte eine Versetzung in diese nordöstliche Region als „Verbannung“.
Der Begriff war ursprünglich eine abwertende Fremdbezeichnung, hat aber mittlerweile seine Bedeutung verloren. Er wird daher nur noch in humorvollem Sinne gebraucht, teilweise selbst von Bewohnern der Gegend im Sinne einer regionalen Identität (siehe auch Geusenwort). In der zweiten Hälfte des 20. Jahrhunderts hat sich real ein Wandel der Gegebenheiten vollzogen, durch den sich die ehemalige Rückständigkeit auflöste. Zudem macht sich auch hier die globale Erwärmung mit moderaterem Klima bemerkbar. Auch im Mittelalter war wohl das Klima nicht durch besondere Kälte geprägt. Der als „Badisch Sibirien“ bezeichnete Landstrich liegt im Bereich des ehemaligen Gaus Wingarteiba, dessen Bezeichnung von Weinbau zeugt.
Weite Teile der Gegend wurden über Jahrhunderte vom Hochstift Würzburg und vom Erzstift Mainz beherrscht. Erst 1806 fiel das Gebiet an das Großherzogtum Baden. Aus diesem Grund nimmt das katholische Badisch Sibirien in konfessioneller Hinsicht im sonst mehrheitlich evangelischen Norden von Baden-Württemberg eine Sonderstellung ein und beinhaltet auch das sogenannte Madonnenländchen.

## Region um Meßkirch
Manchmal wird auch die Region um das südbadische Meßkirch als Badisch Sibirien bezeichnet, zum Beispiel bezeichnet der Büchner-Preis-Träger Arnold Stadler seine Heimatregion gerne so.

## Baar
Auch die Baar wird aufgrund ihrer kalten Winter umgangssprachlich gelegentlich Badisch Sibirien genannt.